# Čestmír Suška

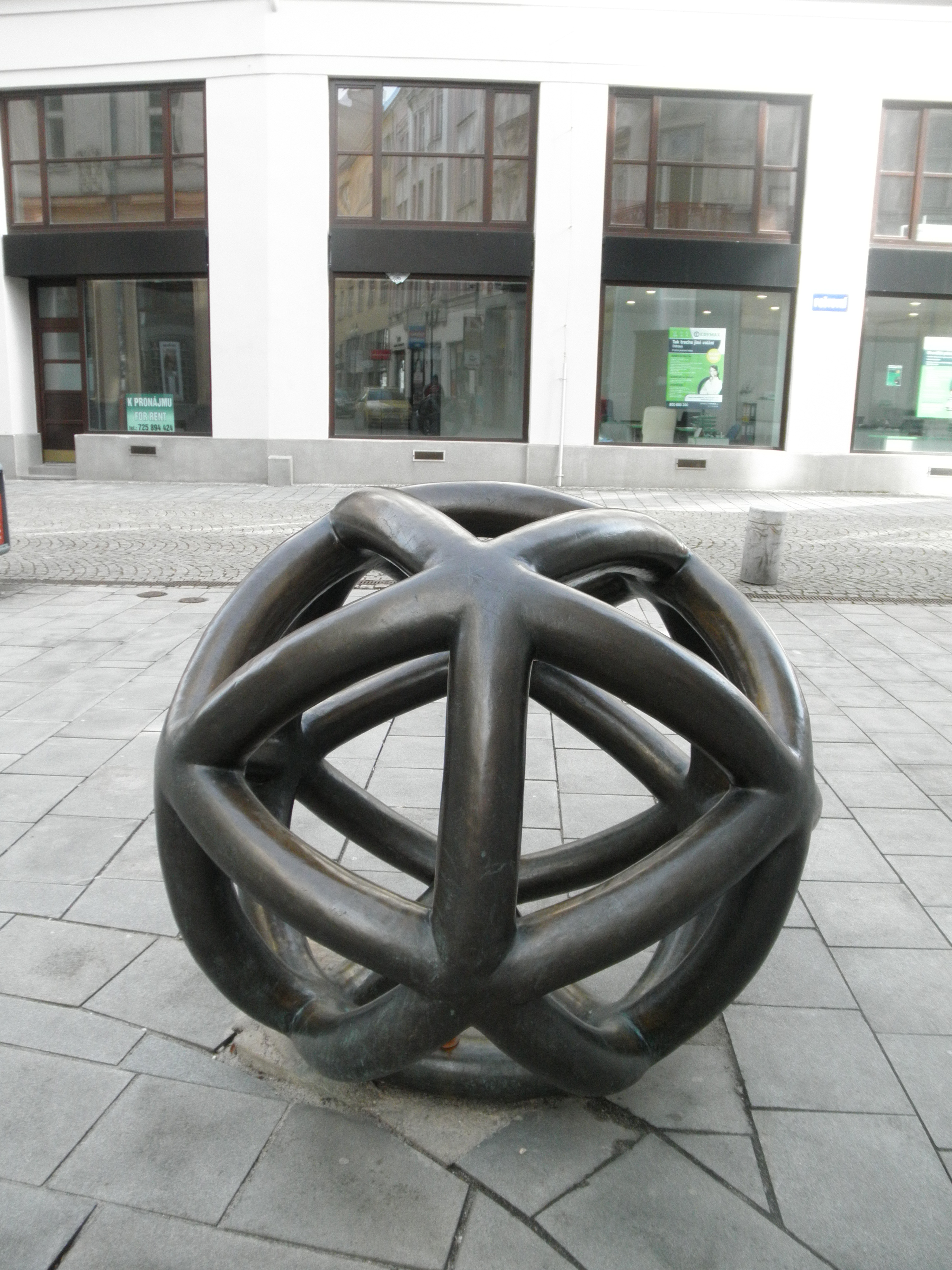
Bronzovou plastiku „Hvězdice“ vytvořil Čestmír Suška v roce 2008.

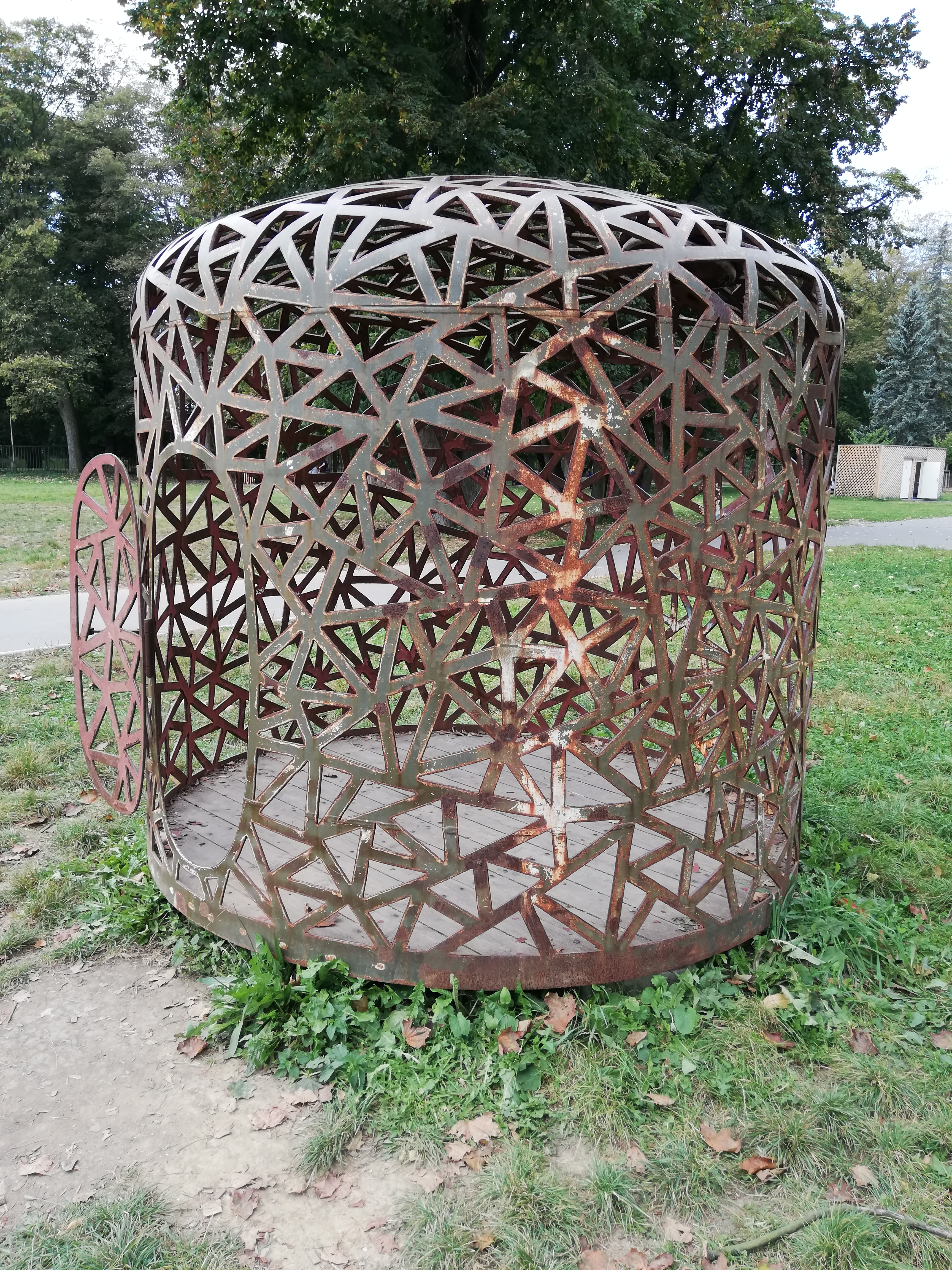
Ocelová cisterna přetvořená na jeden z pětice Suškových objektů se společným názvem „Opuštěná obydlí“

Čestmír Suška (* 4. ledna 1952 Praha) je český sochař, režisér, organizátor a kurátor výstav.

## Život a působení
Studoval na AVU obor sochařství v letech 1974 – 1980. Organizoval sympozia v Malechově v letech 1980 – 1981 a výstavy „Sochy a objekty na Malostranských dvorcích“ (1981) a „Sochy a objekty na Staroměstských dvorcích“ (1990). V roce 1981 založil s filmařem Michalem Baumbruckem a hudebníkem Pavlem Richterem „Výtvarné divadlo Kolotoč“, které realizovalo představení Paňáci a vycpaňáci (1981), Pocur (1983), Bersidejsi (1984), Kompot (1985) a Ojrol (1987). Autor performancí Labyrint (1980) a Pater Noster (1983), podle jeho námětu se realizovaly akce divadelních souborů Pražské pětky Mimotočskřed chmelový (1986) v Junior klubu Na chmelnici a Bludiště (1994) v divadle Akropolis. Byl scenárista, výtvarník a herec ve filmu Tomáše Vorla Pražská 5 (1988) v povídce „Bersidejsi“. V letech 1987 – 1991 byl členem umělecké skupiny Tvrdohlaví. V roce 2000 založil občanské sdružení Bubec, které provozuje výtvarné (sochařské) Studio Bubec v Praze–Řeporyjích, kde organizuje rezidenční pobyty umělců a umělecký festival Art Safari. V roce 2015 zakládá s manželkou Arjanou Shameti nadaci na podporu výtvarného umění nazvanou Nadace Suška–Shameti, která přichází s projektem územního rozvoje v Tělovýchovné ulici v Praze–Řeporyjích, nazvaným "10 000 m2 kreativity". V roce 2017 zakládá a stává se uměleckým ředitelem festivalu m3/Umění v prostoru, který se koná ve veřejném prostoru města Prahy.

## Výstavy, stipendia, rezidenční pobyty, pedagogická činnost
Nejznámější samostatné výstavy: Staroměstská radnice v Praze (1995) výstavní síň Mánes, Praha (1997), "Rezavé květy" v Thámově hale, Praha (2007), Museum of Art, Birmingham (AL), USA (2007) a O. K. Harris Gallery, New York, USA (2008), Centrum současného umění DOX, Praha (2012).
V letech 1995 a 2010 obdržel stipendium Pollock-Krasner Foundation.
Rezidenční pobyty v Sculpture Space, Utica (NY), USA (1999), Vermont Studio Center, Johnson (VT), USA (2005, 2006, 2010), Wade Sand and Gravel, Birmingham, USA (2007).
Pedagogická činnost: Munson-Proctor Arts Institute, Utica (NY), USA (1999), Vermont Studio Center, USA (2005), Johnson State College, Johnson (VT), USA (2006, 2010), University of Maryland, USA (2008).

## Galerie

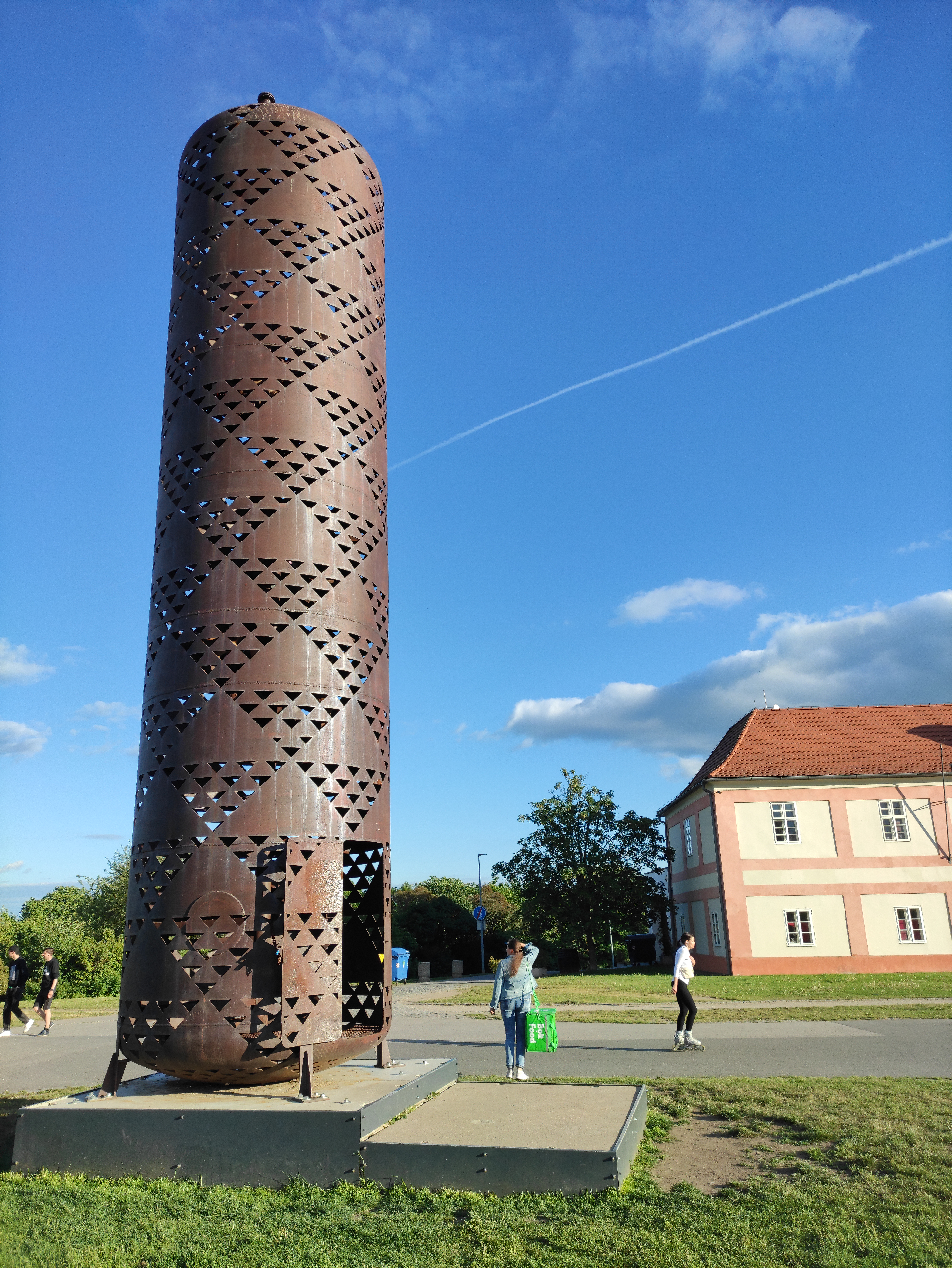
Rozhledna Šiška
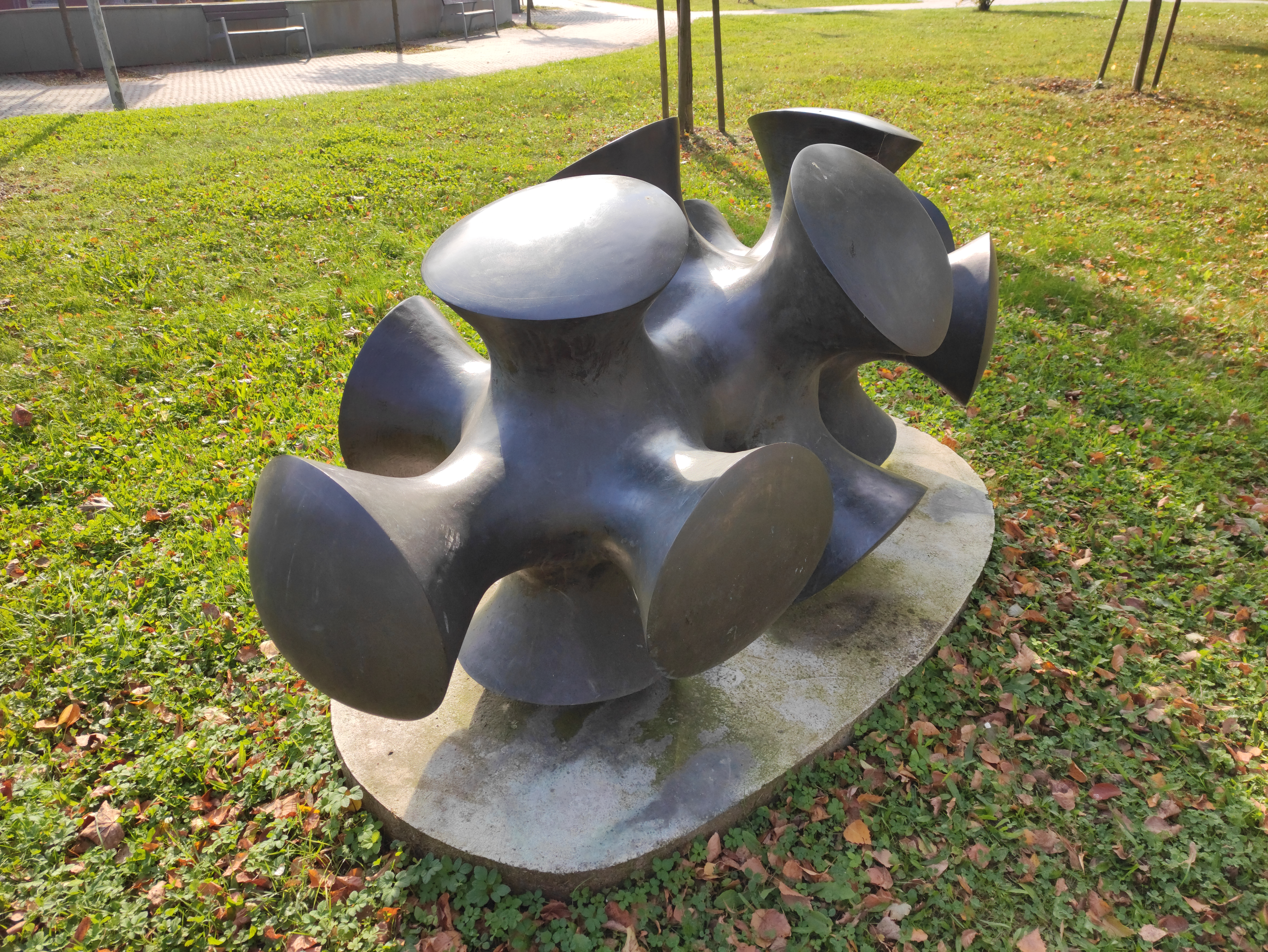
Ježovka
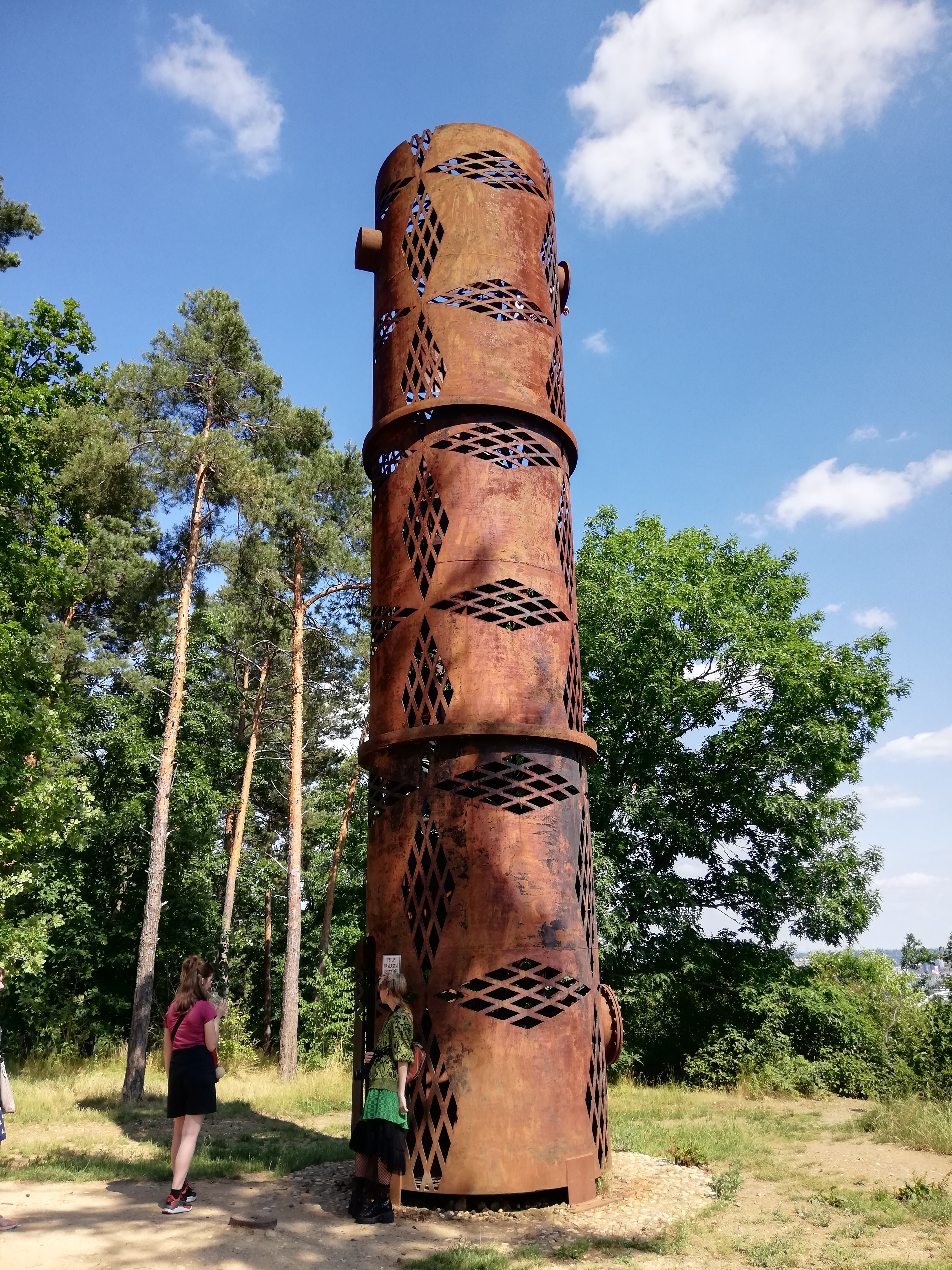
Rozhledna v botanické zahradě v Praze-Troji
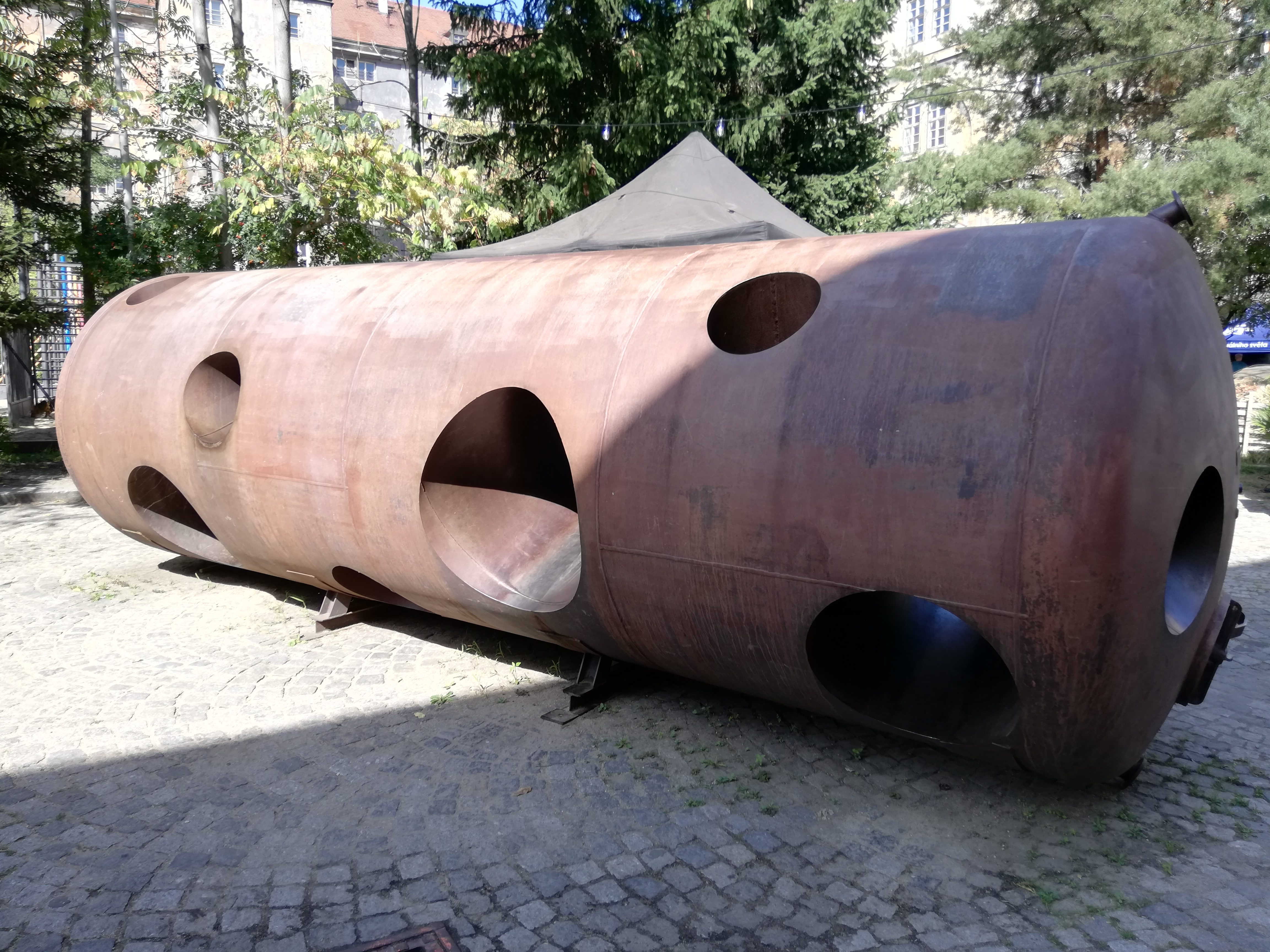
Housenka na dvoře Karlínských kasáren v Praze
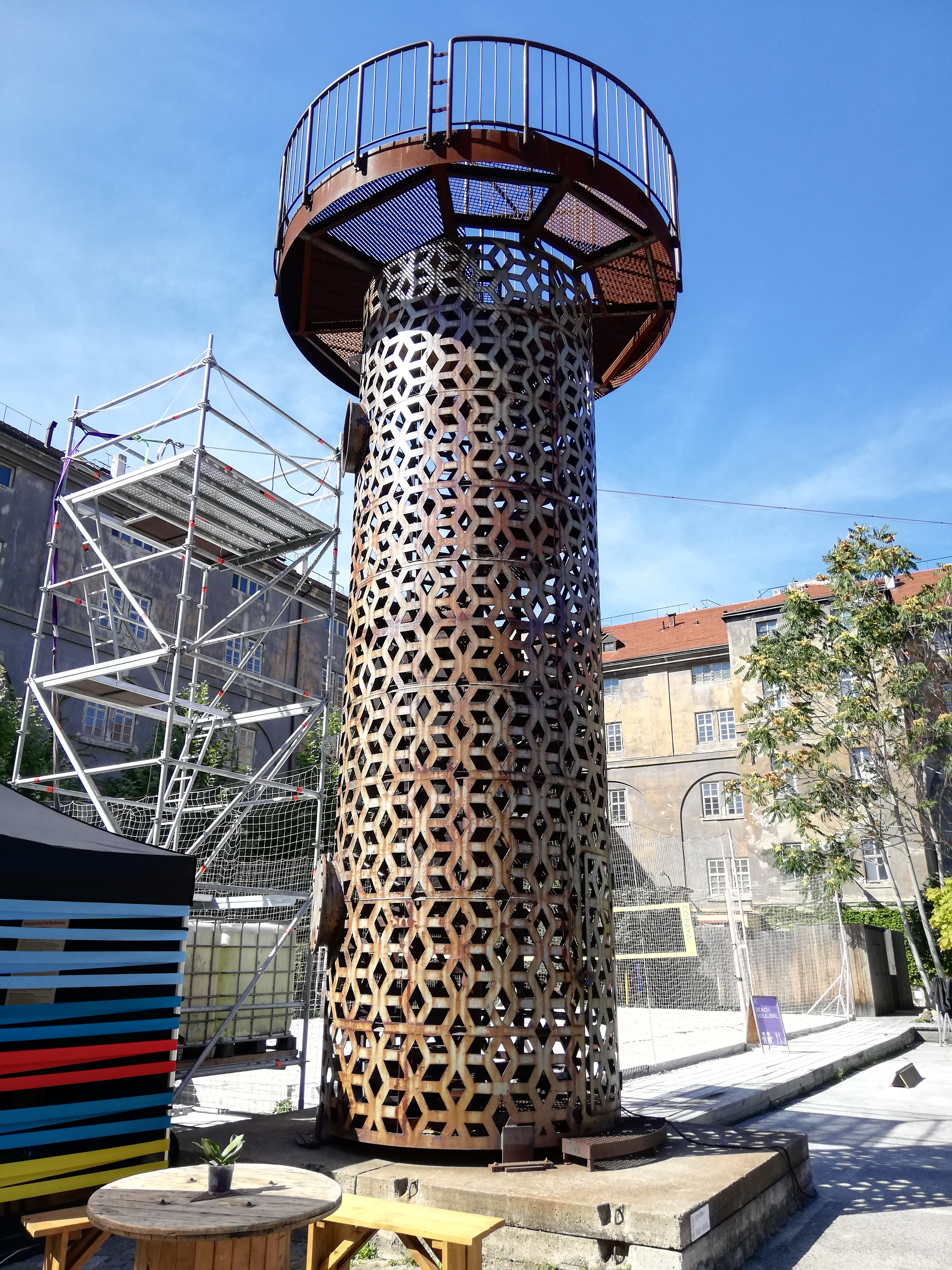
Pletená rozhledna na dvoře Karlínských kasáren v Praze